# 프로파일 (공학)
프로파일(profile)은 표준화에서 사양 내부의 하위 집합이다. 복잡한 기술 사양의 측면에는 반드시 둘 이상의 해석이 있을 수 있으며 선택적인 기능도 많이 있을 수 있다. 이러한 측면은 표준의 프로파일을 구성한다. 동일한 설명으로 엔지니어링된 두 가지 구현은 표준의 프로파일이 다르기 때문에 상호 운용되지 않을 수 있다. 공급업체는 중요하지 않다고 생각하지만 장기적으로는 우세한 기능을 무시할 수도 있다.
이러한 방식으로 프로파일을 사용하면 하나의 해석을 강요하거나 공식 표준에서 사실상의 표준을 만들 수 있다. 엔지니어는 상호 운용성을 보장하기 위해 프로파일을 사용하여 설계하거나 조달할 수 있다. 예를 들어, 국제 표준 프로파일(ISP)은 ISO의 ISO ISP 표준 시리즈에서 사용된다. OSI 네트워킹의 맥락에서 영국은 UK-GOSIP 프로파일을 사용하고 미국은 US-GOSIP를 사용한다. 웹 표준을 위해 W3C에서 채택한 다양한 모바일 프로파일도 있다. 특히, 모바일 장치에 대한 표준 구현은 기존 데스크톱 구현에 비해 상당한 제한이 있는 경우가 많다. 비록 두 가지 모두를 관리하는 표준이 그러한 제한을 허용하더라도 말이다.
구조공학에서 프로파일은 I빔과 같은 열간압연 구조용 강철 형상을 의미한다.
토목 공학에서 종단은 굴착 및 정지 작업에 대한 경사와 거리(일반적으로 절토 깊이 및 성토 높이)를 나타내는 플롯 선으로 구성된다. 도로, 철도(및 유사한 공사)의 건설자는 일반적으로 중앙선을 따라 프로파일을 차트로 작성한다. 종단은 파이프라인이나 유사한 구조의 수직 경사(고도 변화)를 나타낼 수도 있다. 토목 엔지니어는 항상 프로파일을 측면(횡단면) 뷰(오버헤드(평면도) 뷰와 반대)로 묘사한다.

## 같이 보기
- 강재